# エドゥアルド・セザール・ダウド・ガスパール
エドゥことエドゥアルド・セザール・ダウド・ガスパール（Eduardo César Daud Gaspar、1978年5月15日 - ）は、ブラジル・サンパウロ出身の元サッカー選手。現役時代のポジションはミッドフィールダー。現在はプレミアリーグのノッティンガム・フォレストでグローバル・ヘッド・オブ・フットボールを務める。

## 経歴

### クラブ
2001年1月にイタリアのパスポートを取得し、移籍金900万ユーロでアーセナルFCに加入。
チームはリーグ優勝2回、FAカップ優勝3回など輝かしい成績を残したが、エドゥ自身の出場機会は限られていた。
2005年夏に移籍金なしでバレンシアCFに移籍するが、8月に左膝前十字靭帯を損傷して全治8ヶ月の大怪我を負った。ようやく復帰した2006年11月には、右膝前靭帯損傷でまたもや8ヶ月の重傷を負う。治療がうまく行かず、2007年11月には再手術に踏み切った。
2009年、古巣のコリンチャンスに復帰し、2010年シーズン途中に現役を引退した。

### 代表
2004年4月28日のハンガリー戦でブラジル代表デビューした。2004年のコパ・アメリカ、2005年のコンフェデレーションズカップの優勝メンバーである。

### 引退後
2011年3月にコリンチャンスのディレクター・オブ・フットボールに就任。
2019年7月9日、それまでブラジル代表のスタッフであったエドゥは、アーセナルからの誘いを受け、クラブのテクニカルディレクターに就任した。
2022年11月18日、アーセナルはクラブ史上初となるスポーツディレクターへの昇進を公式発表した。これによりこれまでのトップチームの男女チームの責任者だけではなくアカデミーの責任者にもなった。2023年11月17日、イタリア紙『トゥットスポルト』主催のゴールデンボーイ2023において2023年欧州最優秀ディレクター賞を受賞した。2024年11月4日、アーセナルのSDを電撃辞任することが公式発表された。
2025年7月7日、ノッティンガム・フォレストのグローバル・ヘッド・オブ・フットボールに就任したことが公式発表された。同職では、選手採用、パフォーマンス管理、スカッド戦略、選手育成などのサッカー関連の全ての職務を監督する役割を担う。

## 所属クラブ
- 1998-2001  SCコリンチャンス・パウリスタ
- 2001-2005  アーセナルFC
- 2005-2009  バレンシアCF
- 2009-2010  SCコリンチャンス・パウリスタ

## エピソード
- 2006年10月に空き巣の被害に遭遇した。クーロ・トーレスの家に泊めてもらったという[9]。

## タイトル

### クラブ
アーセナル
- プレミアリーグ：2回(2001-02, 2003-04)
- FAカップ：3回(2001-02, 2002-03, 2004-05)
- FAコミュニティ・シールド：1回(2002)